# 宁波碘泡虫
宁波碘泡虫（学名：Myxobolus ningpoensis）为碘泡科碘泡虫属的动物。在中国，分布于浙江等，营寄生生活，寄生在鳗鲡、粲的鳃。